# Рідкодуб'є
Рідкоду́б'є (рос. Редкодубье, ерз. Редкодубье) — село у складі Ардатовського району Мордовії, Росія. Адміністративний центр Рідкодубського сільського поселення.

## Населення
Населення — 1365 осіб (2010; 1340 у 2002).
Національний склад (станом на 2002 рік):
- росіяни — 86 %